# Oligarca empresarial
Un oligarca empresarial es generalmente un magnate empresarial que controla recursos suficientes para influir en la política nacional. Un líder empresarial puede ser considerado un oligarca si se cumplen algunas de las siguientes condiciones:
1. utiliza tácticas monopolísticas para dominar una industria;
2. posee suficiente poder político para promover sus propios intereses;
3. controla múltiples empresas, que coordinan intensamente sus actividades.[2]

En términos más generales, un oligarca es un "miembro de una oligarquía; una persona que forma parte de un pequeño grupo que ostenta el poder en un estado".